# Olympische Sommerspiele 2000/Leichtathletik – 800 m (Frauen)
Der 800-Meter-Lauf der Frauen bei den Olympischen Spielen 2000 in Sydney wurde am 22., 23. und 25. September 2000 im Stadium Australia ausgetragen. 38 Athletinnen nahmen teil.
Olympiasiegerin wurde die Mosambikanerin Maria Mutola. Sie gewann vor der Österreicherin Stephanie Graf und Kelly Holmes aus Großbritannien.
Für Deutschland startete Claudia Gesell, die im Halbfinale ausschied.

Athletinnen aus der Schweiz und Liechtenstein nahmen nicht teil.

## Aktuelle Titelträgerinnen
| Olympiasiegerin 1996                      | Swetlana Masterkowa ( Russland) | 1:57,73 min | Atlanta 1996    |
| Weltmeisterin 1999                        | Ludmila Formanová ( Tschechien) | 1:56,68 min | Sevilla 1999    |
| Europameisterin 1998                      | Jelena Afanassjewa ( Russland)  | 1:58,50 min | Budapest 1998   |
| Panamerikanische Meisterin 1999           | Letitia Vriesde ( Suriname)     | 1:59,95 min | Winnipeg 1999   |
| Zentralamerika und Karibik-Meisterin 1999 | Charmaine Howell ( Jamaika)     | 2:03,85 min | Bridgetown 1999 |
| Südamerika-Meisterin 1999                 | Luciana Mendes ( Brasilien)     | 2:05,62 min | Bogotá 1999     |
| Asienmeisterin 2000                       | Lin Na ( Volksrepublik China)   | 2:03,46 min | Jakarta 2000    |
| Afrikameisterin 2000                      | Hasna Benhassi ( Marokko)       | 1:59,01 min | Algier 2000     |
| Ozeanienmeisterin 2000                    | Rochelle Heron ( Neuseeland)    | 2:14,26 min | Adelaide 2000   |

## Rekorde

### Bestehende Rekorde
| Weltrekord         | 1:53,28 min | Jarmila Kratochvilová ( Tschechoslowakei) | München, BR Deutschland (heute Deutschland)    | 26. Juli 1983 |
| Olympischer Rekord | 1:53,43 min | Nadija Olisarenko ( Sowjetunion)          | Finale OS Moskau, Sowjetunion (heute Russland) | 27. Juli 1980 |

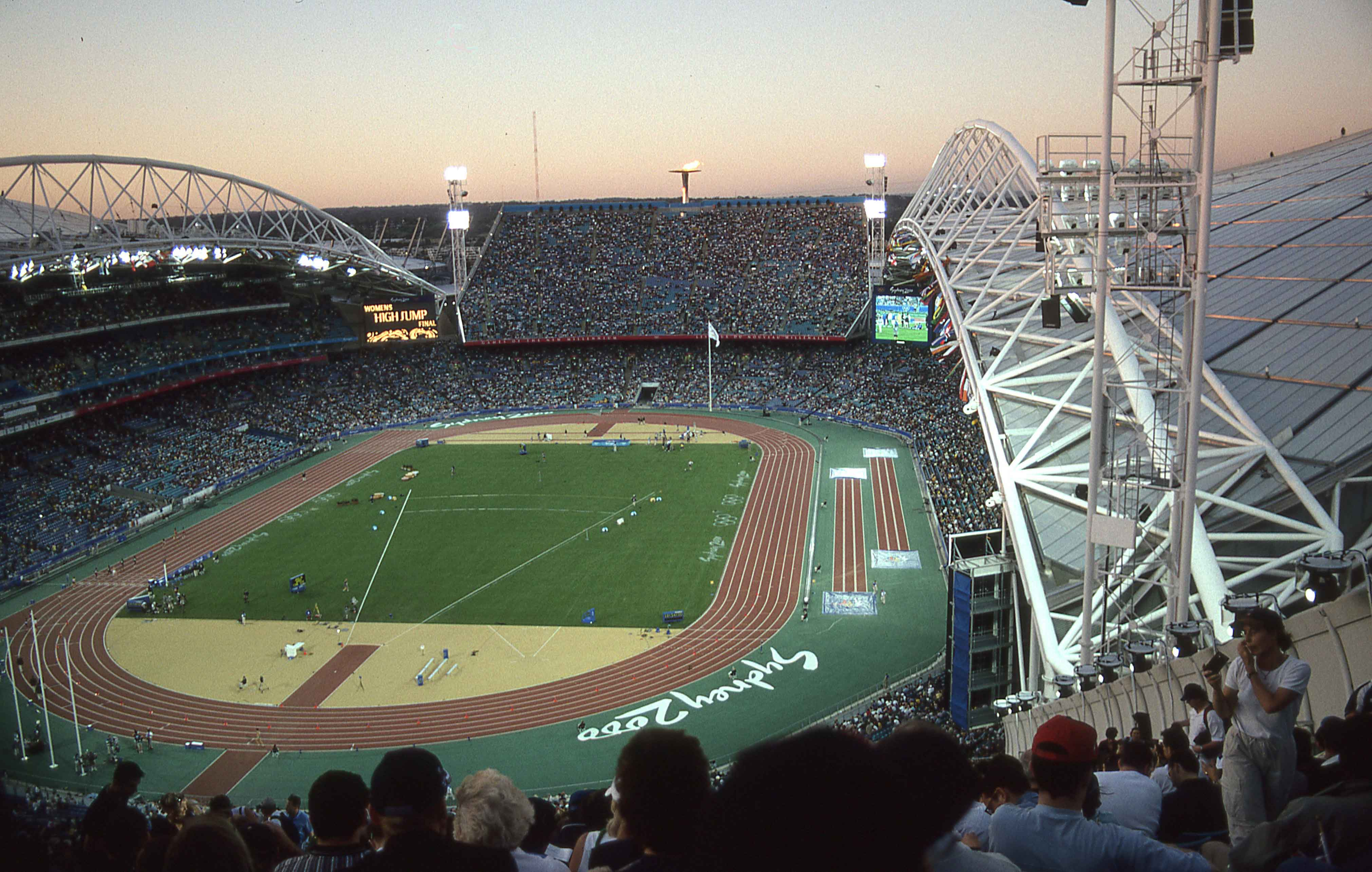
Das frühere ANZ Stadium von Sydney während der Olympischen Spiele 2000

Der bestehende olympische Rekord wurde bei diesen Spielen nicht erreicht. Die schnellste Zeit erzielte Olympiasiegerin Maria de Lurdes Mutola aus Mosambik mit 1:56,15 min im Finale am 25. September. Den Olympiarekord verfehlte sie damit um 2,72 Sekunden. Zum Weltrekord fehlten ihr 2,87 Sekunden.

### Rekordverbesserungen
Es wurden fünf neue Landesrekorde aufgestellt:
- 2:03,78 min – Florencia Hunt (Niederländische Antillen), erster Vorlauf am 22. September
- 2:04,08 min – Léontine Tsiba (Republik Kongo), zweiter Vorlauf am 22. September
- 1:59,09 min – Brigita Langerholc (Slowenien), zweites Halbfinale am 23. September
- 1:58,51 min – Brigita Langerholc (Slowenien), Finale am 25. September
- 1:56,64 min – Stephanie Graf (Österreich), Finale am 25. September

## Vorrunde
Insgesamt wurden fünf Vorläufe absolviert. Für das Halbfinale qualifizierten sich pro Lauf die ersten zwei Athletinnen. Darüber hinaus kamen die sechs Zeitschnellsten, die sogenannten Lucky Loser, weiter. Die direkt qualifizierten Läuferinnen sind hellblau, die Lucky Loser hellgrün unterlegt.
Anmerkung: Alle Zeitangaben sind auf Ortszeit Sydney (UTC+10) bezogen.

### Vorlauf 1
22. September 2000, 10:00 Uhr
| Platz | Name              | Nation                   | Zeit (min) | Anmerkung |
| ----- | ----------------- | ------------------------ | ---------- | --------- |
| 1     | Maria Mutola      | Mosambik                 | 1:59,88    |           |
| 2     | Tamsyn Lewis      | Australien               | 2:00,33    |           |
| 3     | Hasna Benhassi    | Marokko                  | 2:00,50    |           |
| 4     | Natallja Duchnowa | Belarus                  | 2:03,20    |           |
| 5     | Grace Birungi     | Uganda                   | 2:03,32    |           |
| 6     | Olena Buschenko   | Ukraine                  | 2:03,48    |           |
| 7     | Florencia Hunt    | Niederländische Antillen | 2:03,78    | NR        |
| 8     | Direma Banasso    | Togo                     | 2:13,67    |           |

### Vorlauf 2
22. September 2000, 10:07 Uhr
| Platz | Name               | Nation         | Zeit (min) | Anmerkung |
| ----- | ------------------ | -------------- | ---------- | --------- |
| 1     | Jearl Miles Clark  | USA            | 2:01,79    |           |
| 2     | Brigita Langerholc | Slowenien      | 2:01,89    |           |
| 3     | Olga Raspopowa     | Russland       | 2:01,95    |           |
| 4     | Letitia Vriesde    | Suriname       | 2:02,09    |           |
| 5     | Amina Aït Hammou   | Marokko        | 2:03,25    |           |
| 6     | Léontine Tsiba     | Republik Kongo | 2:04,08    | NR        |
| 7     | Elena Iagăr        | Rumänien       | 2:07,56    |           |
| 8     | Roda Ali Wais      | Dschibuti      | 2:31,71    |           |

### Vorlauf 3

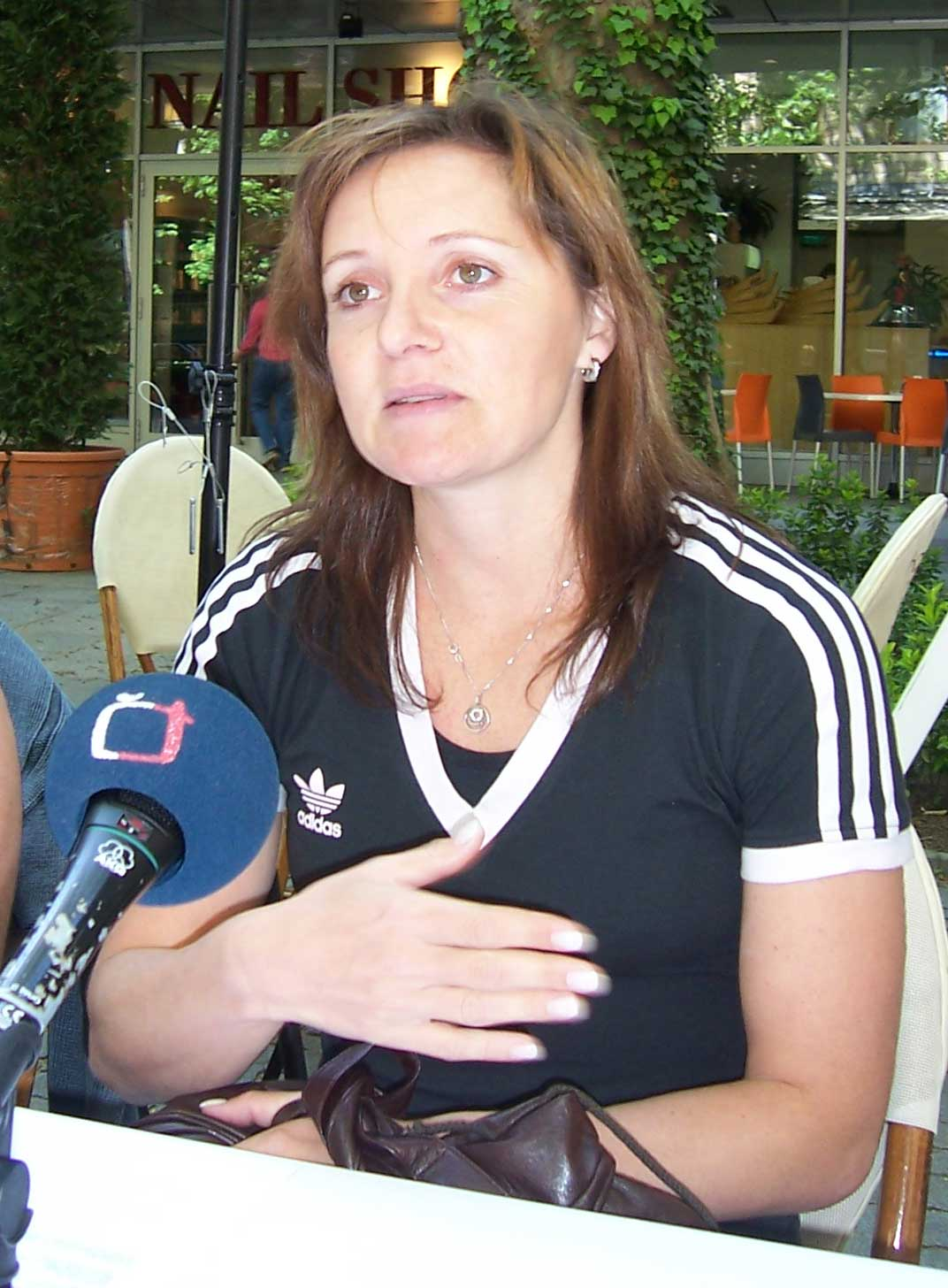
Die amtierende Weltmeisterin Ludmila Formanová musste in ihrem Vorlauf verletzungsbedingt aufgeben

22. September 2000, 10:14 Uhr
| Platz | Name                 | Nation        | Zeit (min) |
| ----- | -------------------- | ------------- | ---------- |
| 1     | Mayte Martínez       | Spanien       | 1:59,60    |
| 2     | Irina Mistjukewitsch | Russland      | 1:59,73    |
| 3     | Zulia Calatayud      | Kuba          | 2:00,18    |
| 4     | Joetta Clark Diggs   | USA           | 2:00,19    |
| 5     | Charmaine Howell     | Jamaika       | 2:01,14    |
| 6     | Christine Mukamutesi | Ruanda        | 2:14,15    |
| 7     | Anhel Cape           | Guinea-Bissau | 2:17,05    |
| DNF   | Ludmila Formanová    | Tschechien    |            |

### Vorlauf 4
22. September 2000, 10:21 Uhr
| Platz | Name             | Nation         | Zeit (min) |
| ----- | ---------------- | -------------- | ---------- |
| 1     | Kelly Holmes     | Großbritannien | 2:01,76    |
| 2     | Hazel Clark      | USA            | 2:01,99    |
| 3     | Natalja Zyganowa | Russland       | 2:02,26    |
| 4     | Sandra Stals     | Belgien        | 2:02,33    |
| 5     | Susan Andrews    | Australien     | 2:03,31    |
| 6     | Irina Latve      | Lettland       | 2:06,05    |
| 7     | Delfina Cassinda | Angola         | 2:15,02    |

### Vorlauf 5

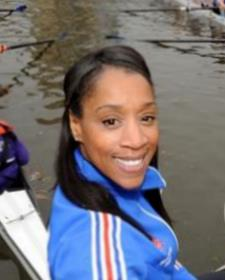
Diane Modahl – ausgeschieden als Fünfte
des fünften Vorlaufs

22. September 2000, 10:28 Uhr
| Platz | Name            | Nation         | Zeit (min) |
| ----- | --------------- | -------------- | ---------- |
| 1     | Stephanie Graf  | Österreich     | 1:58,39    |
| 2     | Claudia Gesell  | Deutschland    | 1:58,56    |
| 3     | Helena Fuchsová | Tschechien     | 1:58,97    |
| 4     | Toni Hodgkinson | Neuseeland     | 1:59,37    |
| 5     | Diane Modahl    | Großbritannien | 2:02,41    |
| 6     | Adama Njie      | Gambia         | 2:07,90    |
| 7     | Anna Nassiljan  | Armenien       | 2:14,86    |
| DNS   | Tina Paulino    | Mosambik       |            |

## Halbfinale
Für das Finale qualifizierten sich pro Lauf die ersten drei Athletinnen. Darüber hinaus kamen die zwei Zeitschnellsten, die sogenannten Lucky Loser, weiter. Die direkt qualifizierten Läuferinnen sind hellblau, die Lucky Loser hellgrün unterlegt.

### Lauf 1

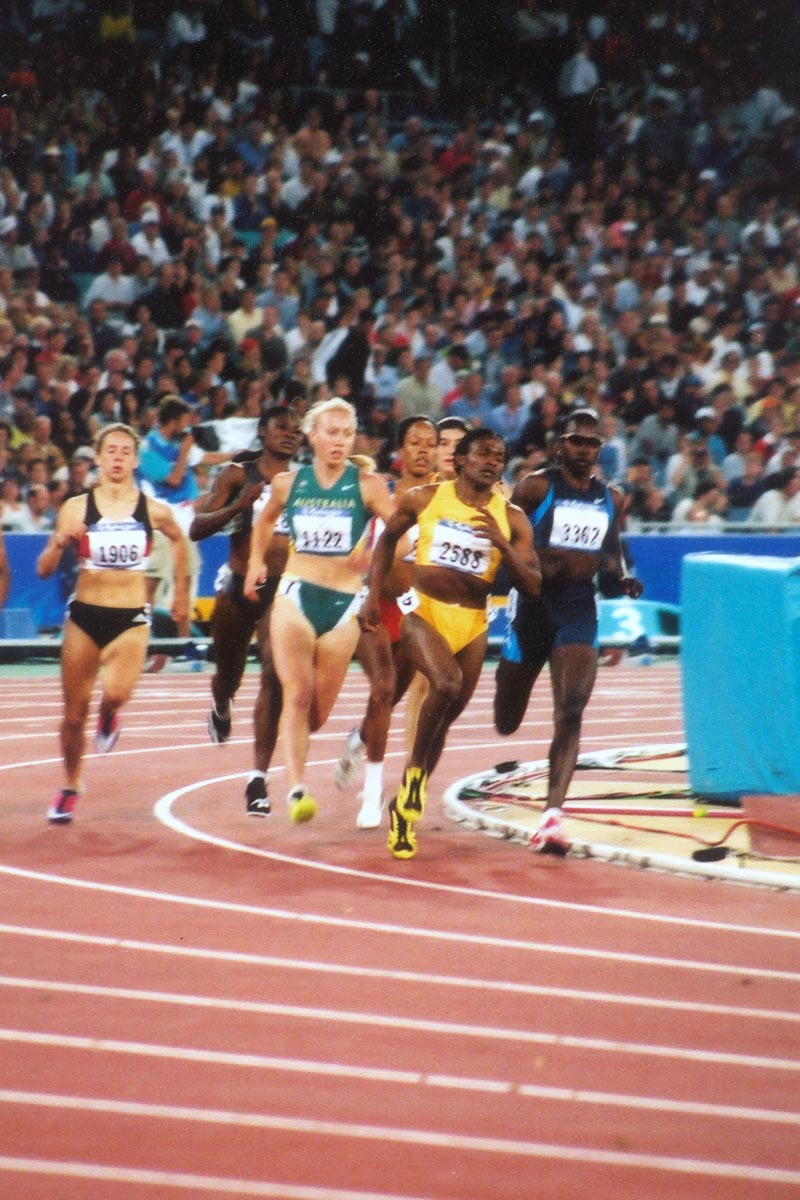
Szene aus dem ersten Halbfinale:
Claudia Gesell (1906), Tamsyn Lewis (1122), Maria Mutola (2588), Jearl Miles Clark (3362)

23. September 2000, 19:10 Uhr
| Platz | Name              | Nation      | Zeit (min) |
| ----- | ----------------- | ----------- | ---------- |
| 1     | Maria Mutola      | Mosambik    | 1:58,86    |
| 2     | Hasna Benhassi    | Marokko     | 1:59,19    |
| 3     | Zulia Calatayud   | Kuba        | 1:59,30    |
| 4     | Tamsyn Lewis      | Australien  | 1:59,33    |
| 5     | Jearl Miles Clark | USA         | 1:59,44    |
| 6     | Claudia Gesell    | Deutschland | 1:59,69    |
| 7     | Charmaine Howell  | Jamaika     | 2:00,63    |
| 8     | Mayte Martínez    | Spanien     | 2:03,27    |

### Lauf 2
23. September 2000, 19:17 Uhr
| Platz | Name                 | Nation         | Zeit (min) | Anmerkung |
| ----- | -------------------- | -------------- | ---------- | --------- |
| 1     | Stephanie Graf       | Österreich     | 1:57,56    |           |
| 2     | Kelly Holmes         | Großbritannien | 1:58,45    |           |
| 3     | Helena Fuchsová      | Tschechien     | 1:58,82    |           |
| 4     | Brigita Langerholc   | Slowenien      | 1:59,09    | NR        |
| 5     | Hazel Clark          | USA            | 1:59,12    |           |
| 6     | Toni Hodgkinson      | Neuseeland     | 1:59,84    |           |
| 7     | Irina Mistjukewitsch | Russland       | 2:02,95    |           |
| 8     | Joetta Clark Diggs   | USA            | 2:04,12    |           |

Im ersten Halbfinale ausgeschiedene Läuferinnen:

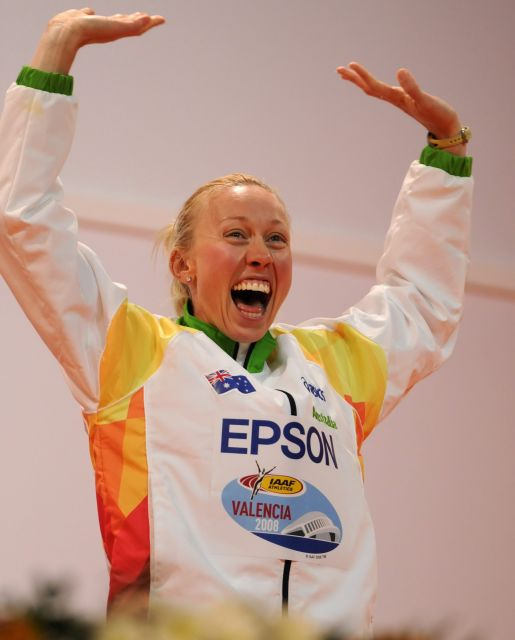
Tamsyn Lewis – Rang vier
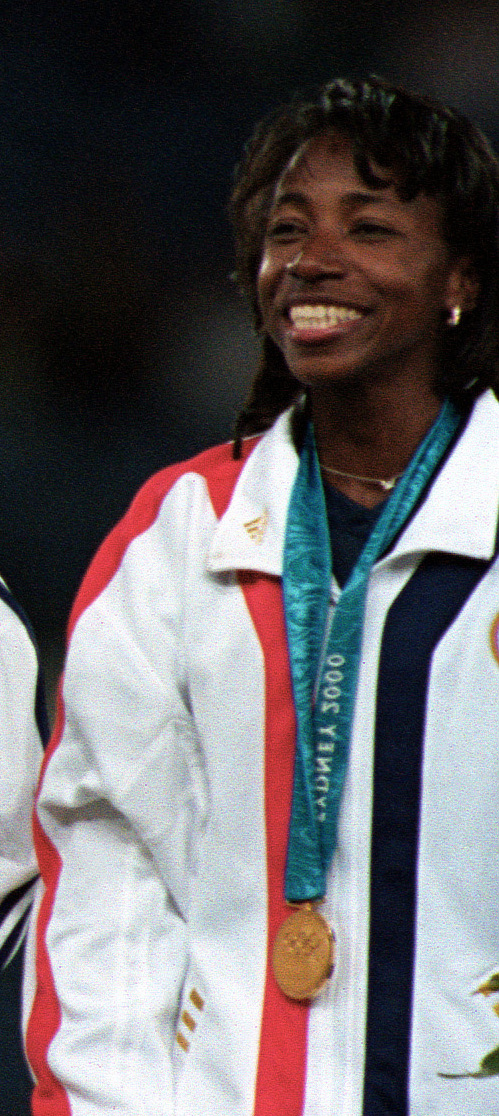
Die mitfavorisierte Jearl Miles Clark kam als Fünfte ins Ziel
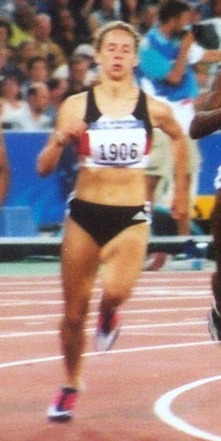
Claudia Gesell – Rang sechs
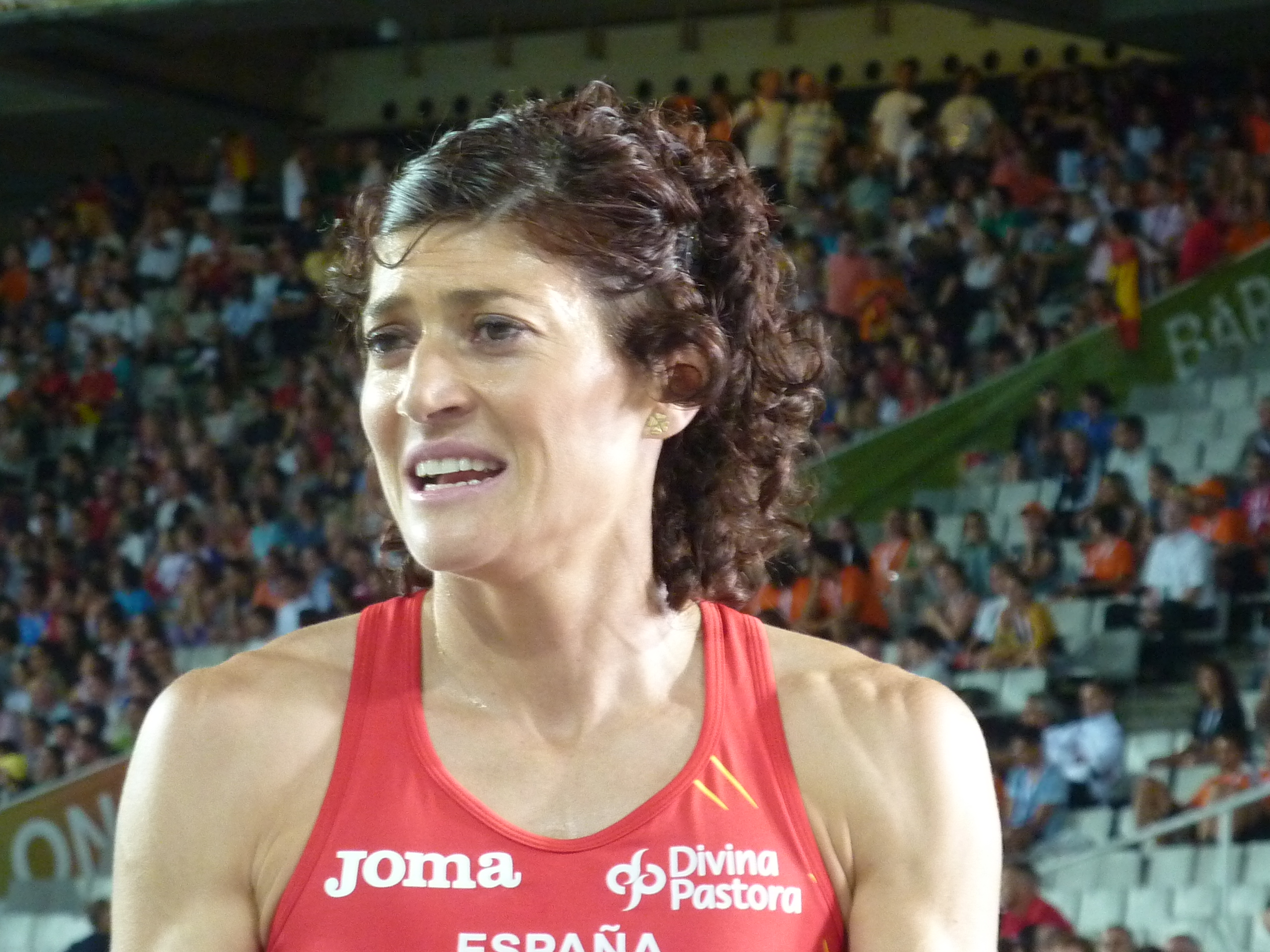
Mayte Martínez – Rang acht

## Finale
25. September 2000, 21:35 Uhr
| Platz | Name               | Nation         | Zeit (min) | Anmerkung |
| ----- | ------------------ | -------------- | ---------- | --------- |
| 1     | Maria Mutola       | Mosambik       | 1:56,15    |           |
| 2     | Stephanie Graf     | Österreich     | 1:56,64    | NR        |
| 3     | Kelly Holmes       | Großbritannien | 1:56,80    |           |
| 4     | Brigita Langerholc | Slowenien      | 1:58,51    | NR        |
| 5     | Helena Fuchsová    | Tschechien     | 1:58,56    |           |
| 6     | Zulia Calatayud    | Kuba           | 1:58,66    |           |
| 7     | Hazel Clark        | USA            | 1:58,75    |           |
| 8     | Hasna Benhassi     | Marokko        | 1:59,17    |           |

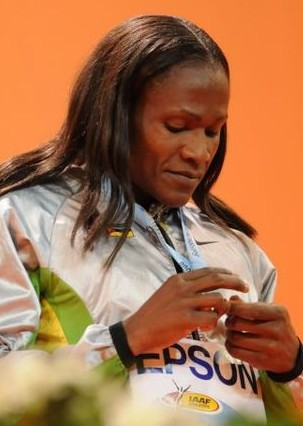
Am Ende setzte sich die Favoritin Maria Mutola als Olympiasiegerin durch

Für das Finale hatten sich acht Athletinnen aus acht verschiedenen Nationen qualifiziert.
Nachdem die amtierende Weltmeisterin, die Tschechin Ludmila Formanová, verletzungsbedingt in der Vorrunde ausgeschieden war, fiel die Favoritenrolle der Vizeweltmeisterin Maria Mutola aus Mosambik zu. Ihre Hauptkonkurrentinnen waren die US-amerikanische WM-Vierte Jearl Miles Clark, die Österreicherin Stephanie Graf, die bei den vergangenen Weltmeisterschaften zwar nur Siebte geworden war, sich jedoch in der Olympiasaison stark verbessert hatte. Außerdem kam auch Mutolas Trainingskollegin Kelly Holmes aus Großbritannien für die Medaillen in Frage. Miles Clark allerdings war schon im Halbfinale ausgeschieden.
Die erste Runde des Finalrennens wurde von der Tschechin Helena Fuchsová bestimmt. Sie legte ein hohes Tempo vor, die 400-Meter-Zwischenzeit lautete 55,04 Sekunden. Das war eine ausgezeichnete Grundlage für eine sehr gute Endzeit. Entsprechend war das Feld auseinandergezogen und es gab auch schon Lücken. Fuchsová setzte sich nun sogar ein wenig von ihren Gegnerinnen ab, doch auf der Gegengeraden kamen zunächst die Slowenin Brigita Langerholc und die US-Amerikanerin Hazel Clark wieder heran. Nach 600 Metern änderte sich die Situation völlig. Holmes übernahm nun die Spitze, ihr folgten Mutola und Graf, die mit knappsten Abständen in der Zielkurve um eine gute Ausgangsposition kämpften. Ganz außen lief dort die Marokkanerin Hasna Benhassi. Eingangs der Zielgeraden führte Holmes, Mutola lag hinter ihr. Doch auf den letzten fünfzig Metern war Maria Mutola die Schnellste und spurtete mit vier Metern Vorsprung zum Olympiasieg vor Stephanie Graf, die ebenfalls noch an Kelly Holmes vorbeiziehen konnte. Die drei Medaillengewinnerinnen hatten einen deutlichen Vorsprung vor den nächsten Läuferinnen. Platz vier belegte Brigita Langerholc vor Helena Fuchsová und der Kubanerin Zulia Calatayud.
Maria Mutola gewann die erste olympische Goldmedaille überhaupt für Mosambik.
Stephanie Graf war die erste österreichische Medaillengewinnerin in dieser Disziplin.

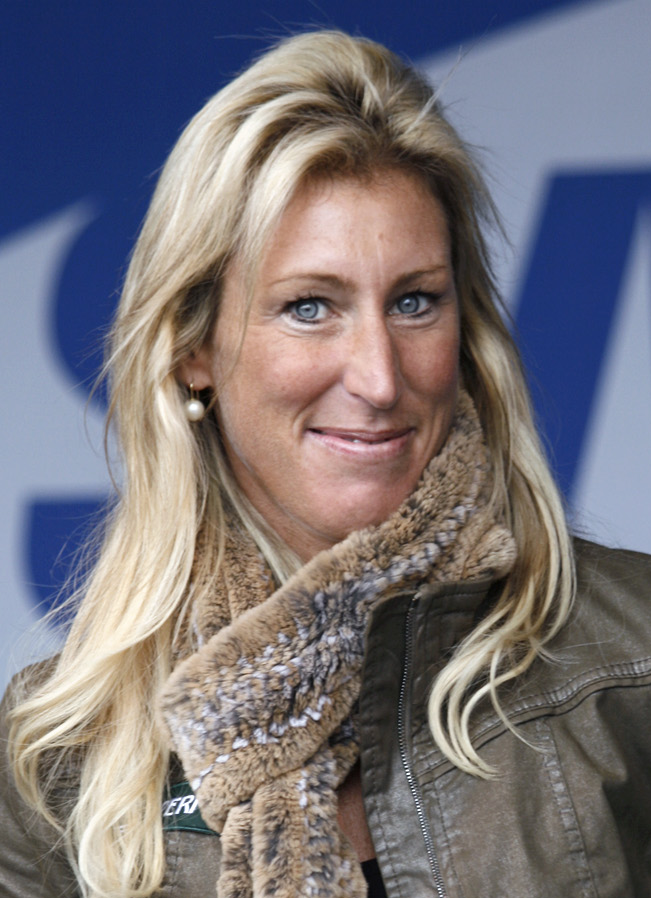
Silbermedaillengewinnerin Stephanie Graf
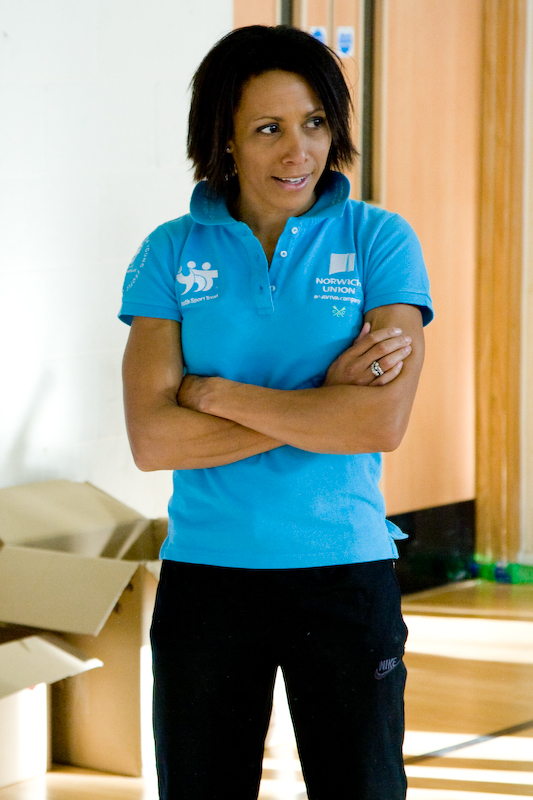
Bronzemedaillengewinnerin Kelly Holmes
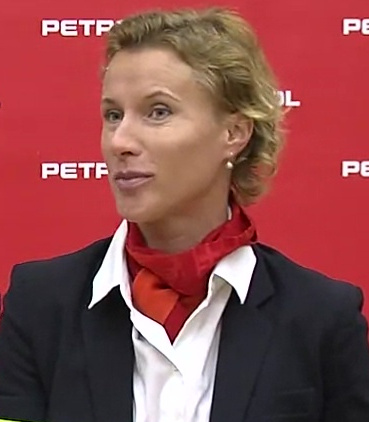
Brigita Langerholc – mit zweimal Landesrekord auf Rang vier
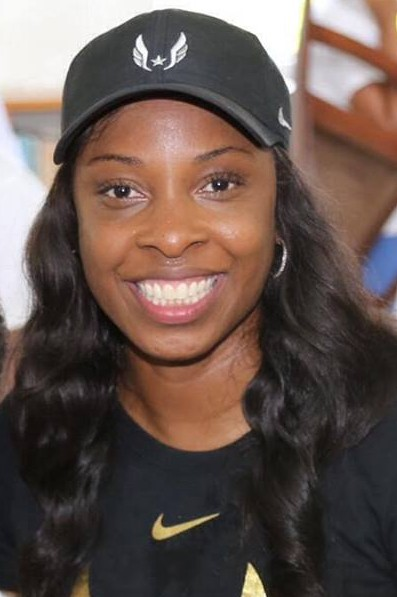
Die Olympiasiebte Hazel Clark
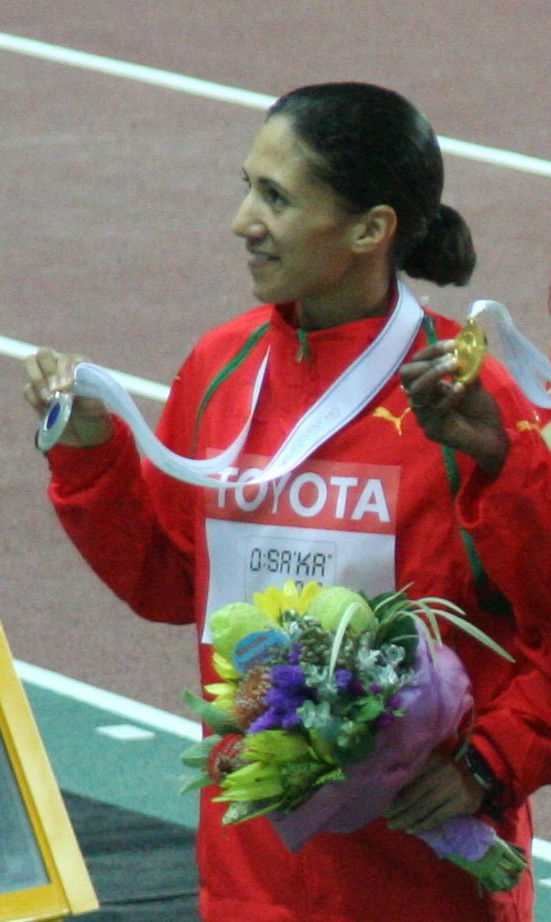
Hasna Benhassi (hier mit Silber bei den Weltmeisterschaften 2007) erreichte Platz acht

## Video
- 2000, Olympic Games, 800m, Women, Final, Sydney, youtube.com, abgerufen am 4. Februar 2022